# Александров, Василий Николаевич
Василий Николаевич Александров (1 (13) января 1888, Чебоксары, Казанская губерния, Российская империя — 19 мая 1953, Чебоксары, Чувашская АССР, СССР) — русский, советский и чувашский архитектор.

## Биография
Родился в семье лесничего (выходца из марийских крестьян), а позже аппаратчика на казённом винном складе. Мать происходила из чебоксарских мещан. Семья архитектора имела большой дом в Речном переулке (ныне территория Чебоксарского залива).
В 1911 году окончил архитектурное отделение Казанской художественной школы по специальности техника-архитектора, после чего некоторое время служил в Самаре. Заведующий огнестойким строительством Чебоксарской уездной земской управы (1911—1918), преподаватель училища, старший техник отдела сельского и огнестойкого строительства губернского совнархоза, служащий техникума в Самаре (1918—1922), областной архитектор, заведующий подотделом благоустройства Главного управления коммунального хозяйства НКВД Чувашской АССР (1923—1926), производитель работ на строительстве ряда зданий в Чебоксарах (1926—1936, 1948—1952).

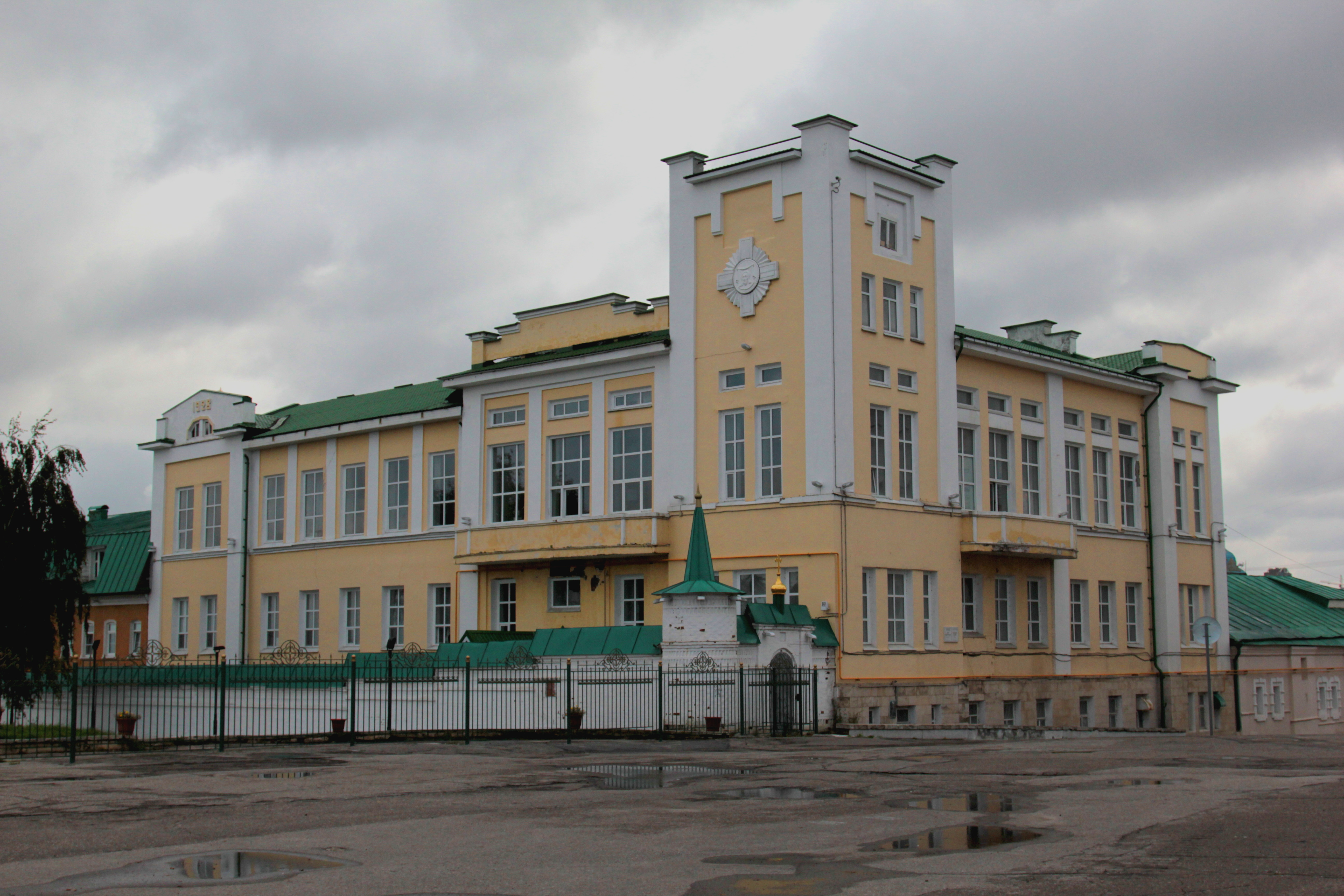
Дом крестьянина в 2013 году

В 1912—1918 годах внедрял в капитальное строительство местные огнестойкие материалы — пустотелые бетонные камни, саманный кирпич, цементную черепицу; в 1923—1926 осуществлял руководство застройкой и благоустройством Чебоксар и других населённых пунктов, дорожным строительством в Чувашии. Репрессирован в 1937 году, до 1947 года находился в заключении. В 1948 году вернулся в Чебоксары. Реабилитирован посмертно 30 мая 1956 года. Имел сына Владимира.
Автор ряда проектов в Чебоксарах: здания Главсуда, благоустройства и озеленения Красной площади (снесены в 70—80-х годах в связи с подготовкой зоны затопления Чебоксарской ГЭС), Дома крестьянина (с 1995 — Чебоксарское епархиальное православное духовное училище), расширения и надстройки здания аптеки по ул. Бондарева.